# Kušlat
Kušlat, también Kučlat, es una fortaleza medieval de Bosnia y Herzegovina. Se encuentra al sur de Zvornik, cerca de Paljević, sobre la confluencia de los ríos Jadar y Drinjača, en el municipio de Zvornik. La fortaleza contaba con su propio podgrađe (ciudad castillo), con un trg o trgovište (ciudad de mercado), y se llamaba Podkučlat. Podkučlat también tenía la costumbre medieval de recaudar impuestos a los comerciantes que comerciaban con bienes en la región.    

## Etimología
En la carta del rey bosnio Esteban Ostoja de 1417, se menciona a un testigo llamado Nikola Kušlatović (en latín: Cuclatovich). Historiográficamente, se presume que la ciudad se llamaba Kušlat o Kučlat en honor a esta familia.

## Ubicación
La fortaleza se encuentra al sur de Zvornik , sobre una roca vertical a unos cien metros de altura sobre la confluencia de los ríos Jadar y Drinjača, cerca del pueblo de Paljević, municipio de Zvornik. Perteneció al dominio real bosnio en la župa medieval de Trebotić.

## Desarrollo y descripción
El castillo de Kučlat también tenía su propio podgrađe (trad.: ciudad castillo ), con un trg o trgovište (trad.: ciudad de mercado), y se llamaba Podkučlat. Este también fue el asentamiento de la colonia mercantil de Ragusa y donde se ubicaba la aduana.    
La ciudad fortificada de Podkučlat se desarrolló principalmente gracias a la actividad minera en la región de Jadar y a las župas medievales de Birač y Ludmer. En términos económicos, continuó siendo un período de crecimiento que finalizó a finales del siglo XIV. También es un importante cruce de caminos y una estación de tránsito para los comerciantes ragusanos que se dirigían al norte hacia Zvornik, al este hacia Olovo y Bosnia Central, al sur hacia Srebrenica y, a través del Drina, hacia Serbia.

## Historia

### Periodo medieval
Kušlat fue mencionado por primera vez en 1346, y después en la carta del rey bosnio Esteban Ostoja de 1417.
A lo largo del siglo XV, Kučlat pasó de mano en mano, por lo que, además de los gobernantes bosnios, también pasó a manos de húngaros, serbios y otomanos. Desde 1404, Kučlat estuvo en posesión del gran duque de Bosnia, Hrvoje Vukčić Hrvatinić, y desde 1410, pasó al rey húngaro Segismundo de Luxemburgo mediante acuerdo.

### Caída
Cayó en manos de los otomanos en 1459 y desde entonces hasta 1833 albergó a una guarnición otomana.

### Periodo otomano
Durante la época otomana en Bosnia, Kučlat era una nahia perteneciente a Zvornik Sandžak. La fortaleza cumplió una función militar durante el dominio otomano. La descripción anónima indica que la ciudad es pequeña, con pocos cañones débiles y una dotación de hasta 15 guardias. En 1804, había 12 mustahfiz timarli y 15 jebedji en Kušlat. Debido a las reformas, la fortaleza fue abandonada antes de 1833.

## Mezquita de Kušlat
La mezquita Kušlat se construyó dentro del antiguo fuerte. Estaba destinada a las necesidades de la tripulación del ejército otomano. El famoso escritor de viajes Evliya Çelebi afirma que se trata de Ebul Fethova, lo que significa que fue construida en el siglo XV, durante el reinado del sultán Mehmed II, cuando los otomanos conquistaron Bosnia. La mezquita de Kušlat se considera la mezquita militar más antigua de Bosnia y Herzegovina.

## Estado actual
Se considera una de las fortalezas más inaccesibles de Bosnia y Herzegovina. Hoy en día, son visibles los restos de las murallas de la antigua fortaleza, pero es imposible determinar su cimentación exacta. Junto con los acantilados circundantes, la base parece una elipse rota, lo que llevó a la escritora de viajes otomana Evliya Çelebi a escribir que Kučlat «es una ciudad circular de piedra con sólidos bastiones, construida sobre una roca escarpada; no tiene foso, pero está rodeada por un abismo infernal», según Husref Redžić.